# 西施犬
西施犬，原稱獅子狗（英語：Shih Tzu），是原產藏區的拉薩犬（Lhasa Apso，拉薩獅子狗) 與中國宮廷內犬種混合所產生之混合種，兩者常被混淆，即使在美國犬之協會對於血統介定之後，在民間仍時常被混淆。混稱或誤稱的原因就在於其原本近似的外觀，也就是獅子般的長毛外貌。
獅子狗原種為拉薩犬，早先為藏地喇嘛教僧侶豢養於寺中，作為警示犬用，後進貢至中國宮廷，亦稱獅子狗，又與宮內另一種長毛短鼻小白狗（北京狗）的犬種混合，後代與原種兩者外型頗多類似，常被混淆，都稱成為獅子狗。因此，「西施」雖為中文漢語，但其實並非此犬種原來之中文漢語名，漢語原稱應為「獅子狗」。西方人將「獅子」漢語以威妥瑪羅馬字音拼寫，為 Shih Tzu， 原即為漢音「獅子」，戰後多年，此犬種再由外國引進至台灣時，或因繁殖者背景，或因行銷商業因素，被譯做「西施」。西施犬的身高都在27公分以下，體重為4公斤至7公斤。

## 歷史
現常見的西施犬是由「拉薩犬」與中原犬種交配繁衍的後代。清朝中葉征服金川後，吐番臣服納入版圖，進貢更密，由西藏喇嘛宮中寵豢之警長毛小型警示犬，即拉薩犬，進貢朝廷，後宮內京犬交配育混成之後代，以適應不同於高原之環境，其後代亦具備拉薩犬之長毛、精實、強大、快速、敏捷之特徵，外型憨態動作有趣，又具備凶猛之勢與個性，故清代舞獅者外貌及動做的模擬獅子多以為靈感來源。起初，拉薩犬及其培育混種之後代僅被豢養於宮中，嚴格管制，僅有少量於外交活動中贈與外國皇族使節，也造成此犬種在中國以外反倒比在中國民間更為普及。另一部份，是於清庭式微之後，此犬種由宮廷流出而出現民間，由於特徵與拉薩原種多相似，一般人不易辨別，故統稱為「獅子狗」。西方人將「獅子」之漢音轉為羅馬字母，從而被後期台灣繁殖者依照羅馬及日本片假名發音誤譯為「西施」，而「 西施」之名逐漸延伸普及。其原稱、原意，就是通稱的「獅子狗」。
西施由於具備拉薩犬血統，而拉薩犬為現今被認定犬種分類中，血緣歷史最為悠久，具備最多「狼」基因特徵的「始祖」的犬種之一，故西施犬（獅子狗）其血統中也具有與「狼」相近的基因關係。

## 血統認定
西施犬的特徵定義在英、美兩國略有不同，並曾引起爭議。其主要區分在於西施犬與拉薩犬之介定。
西施犬因清庭與英國往來密切的關係，故外以英國豢養最甚，甚至超越中國本身。20世紀中期後在美國流行，早期美國之西施犬多引進自英國，並延續英國標準，但美國犬之專家在少少知的拉薩犬由達賴贈與入境之後，開始觀察並研究區隔，從而認為以往英國定義的「統稱獅子狗」（西施犬）犬種範圍與拉薩犬混淆，認為在英國總數龐大的西施犬中，有一些血統接近原拉薩犬（西藏獅子狗），從而主張在對統稱獅子狗（西施犬）與西藏獅子狗（拉薩犬）在品種上更精確的區隔認定。
爭議：西施犬與其祖拉薩犬很容易被混淆，而原本在英國幾乎未被區別，全國均統稱獅子（西施），只有一隻登記為拉薩犬。美國犬之協會則認為西藏獅子狗（拉薩犬）與統稱獅子狗（西施犬）在血統、外貌、行為特徵多處並不相同，可供穩定區別。西藏獅子狗（拉薩）為源，統稱獅子狗（西施）則為拉薩與混種並經穩定培育的後代。此區隔始於該協會在20世紀中期自英國引進的西施犬中，篩選出其中數隻血統、特徵一致的西施犬，並比對13世達賴所贈之純種拉薩犬，將其拉薩品種再次確認，復育繁殖原本被認為少有的西藏拉薩犬。此一突破，亦影響了至今國際中許多主流寵物地區的犬之組織對獅子狗（西施犬）與拉薩犬血種上的介定（許多地區仍然含混）。簡言之，「西藏獅子狗」（拉薩犬），是「統稱獅子狗」（西施犬）血統來源，兩者外貌、個性有部分相似，但仍有不同。一般來說，拉薩犬其外型與動作特徵更具備中國傳統抽象中的獅子、貔貅的形象，其高原特性使有點慵懶，但爆發動能及力量卻極為強大，而西施犬因其其混種關係，以上特徵略少，其混種外型所佔比例略多。

## 外型
西施犬的臉孔短而窄，鼻樑短、黑色鼻頭、眼睛圓而大且深色，不突出、兩眼距離寬，頭蓋寬闊，呈圓形，全身被毛。

## 毛質
西施犬屬於長毛犬，擁有豐富的波浪狀上毛及密生的下毛，面、頭、身及耳都覆蓋長毛，頭部的毛垂於兩眼，毛長而密生，無捲毛。

## 毛色
毛色則有許多，以額頭有白色線條和尾端呈白色為高評價。

## 身材
西施犬身高介乎21至27厘米，體重介乎4至7公斤，適合家庭飼養。但是最重可以達到10公斤以上

## 溫度
原種及混種來自較寒冷的高原或中緯度溫帶，其長毛即為保暖之用，夏天怕熱，喜吹冷氣，故夏日保持室內涼爽可增加舒適。
英國養犬俱樂部調查顯示，西施犬平均壽命為13歲2個月，而且大部分西施犬壽命都介於10年至16年。

## 性格
西施犬活潑、聰明、敏捷亦安靜，有時頑固，孤僻。

## 照顧
西施犬由於毛長，須經常梳理以避免打結或者藏污。其四肢內側、腹部、下顎、胸部及嘴巴都是容易出現毛結的地方，頭部長毛若棘激眼睛，較容易引起角膜炎。另外，西施犬的嘴巴四周長毛容易於嗅聞及飲食時弄髒，常因為氧化而變為深色，保持毛色必需時常食後清潔。此外，西施犬由於口短，故此在睡覺時會打鼾。因為其耳大而下垂，需注意耳朵清潔，避免發炎及異味。所以，必须确保西施犬的清洁及卫生